# World Boardgaming Championships
La World Boardgaming Championships è una convention di giochi da tavolo organizzata annualmente a partire dal 1999 dalla Boardgame Players Association. 
Nata nel 1999 per rimpiazzare l'Avaloncon, la convention organizzata dal 1991 al 1998 dalla Avalon Hill per sponsorizzare i propri giochi, fu tenuta inizialmente a Hunt Valley nel Maryland aprendosi anche a giochi di produttori diversi dall'Avalon Hill. Dal 1993 al 2015 si è tenuta a Lancaster in Pennsylvania, ma l'edizione del 2016 è programmata per tenersi a Seven Springs in Pennsylvania in 2016.
La convention ha una partecipazione di circa 2.000 giocatori. Ogni anno i membri della Boardgame Players Association votano per i circa 100 giochi per i quali sono organizzati tornei. Per partecipare non è necessario un invito o essere un esperto del gioco e molti eventi includono partite dimostrative per illustrare le regole.
A partire dal 2000 durante la convention viene consegnato il premio Charles S. Roberts Award per i giochi da tavolo storici. In precedenza il premio era consegnato durante l'Origins Game Fair.